# 伍登峰

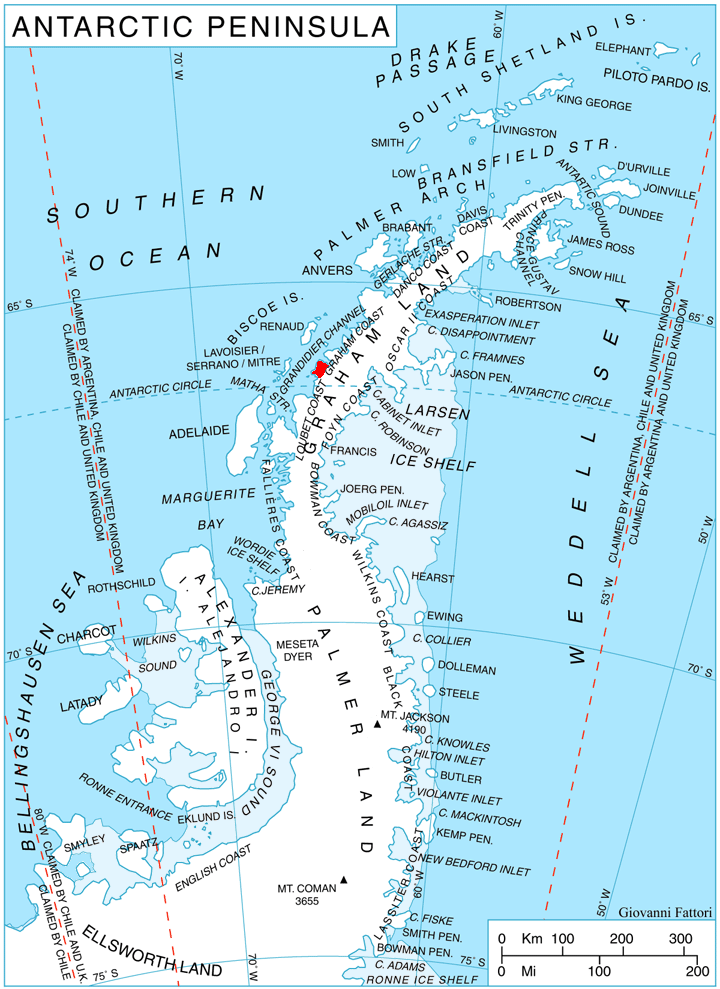

伍登峰（英語：Wooden Peak），是南極洲的山峰，位於葛拉漢地西岸，處於斯特雷舍半島，由英國探險隊繪入地圖，由英國南極名稱諮詢委員會命名，現時由南極條約體系管理。